# Knektpass
Knektpass är ett gammalt svenskt kortspel, omnämnt redan 1847. Spelet går ut på att vinna stick. Varje vunnet stick berättigar till en poängs avdrag från den summa på 12 poäng som alla spelarna startar med. Spelets vinnare är den som först kommit ned till 0 poäng. 
Spelarna får i given fem kort var, varefter nästa kort i leken vänds upp och anger trumffärg. Spelarna ska därefter bestämma om de vill gå med i det fortsatta spelet eller lägga sig. Går man med måste man vinna minst ett stick för att inte bestraffas med poängtillägg. De spelare som gått med har rätt att upp till tre gånger byta ut valfria kort från handen mot nya från talongen innan själva spelet om sticken tar vid.
De högsta korten i leken, oavsett trumffärg, är alltid de fyra knektarna.
Spelet kan även gå under benämningen rams, vilket också är namnet på ett annat, besläktat kortspel.